# Atanazy IV Jawhar
Atanazy IV Jawhar (ur. 18 września 1733 w Damaszku, zm. 2 grudnia 1794) – syryjski duchowny katolicki, patriarcha Antiochii

## Życiorys
W 1759 roku przyjął święcenia kapłańskie. 30 lipca 1759 roku został wybrany melchickim Patriarchą Antiochii (według innych źródeł patriarchą został 17 lipca 1759 roku). Sakrę biskupią przyjął 31 lipca tegoż roku. Funkcję patriarchy piastował do 1 sierpnia 1760 roku). W 1761, albo według innych źródeł 13 lutego 1764 roku został biskupem Sydonu. Funkcję tę pełnił do 5 maja 1788 roku. 24 kwietnia 1788 został ponownie wybrany Patriarchą Antiochii. Tego samego dnia został również biskupem Damaszku. Tę funkcję i patriarchy pełnił do swojej śmierci w 1794 roku.